# Садочки
Садочки́ — ландшафтний заказник місцевого значення в Україні. Розташований у Полтавському районі Полтавської області, на північ від села Діброва. 
Площа 300 га. Статус надано згідно з рішенням облради від 20.12.1993 року. Перебуває у віданні Козлівщинської сільської ради. 
Являє собою типові заплавні луки в межах балки, яка належить до басейну річки Ворскли. У ландшафтах переважає лучне різнотрав'я. Заказник виділяється значною популяцією косариків тонких, занесених до Червоної книги України.

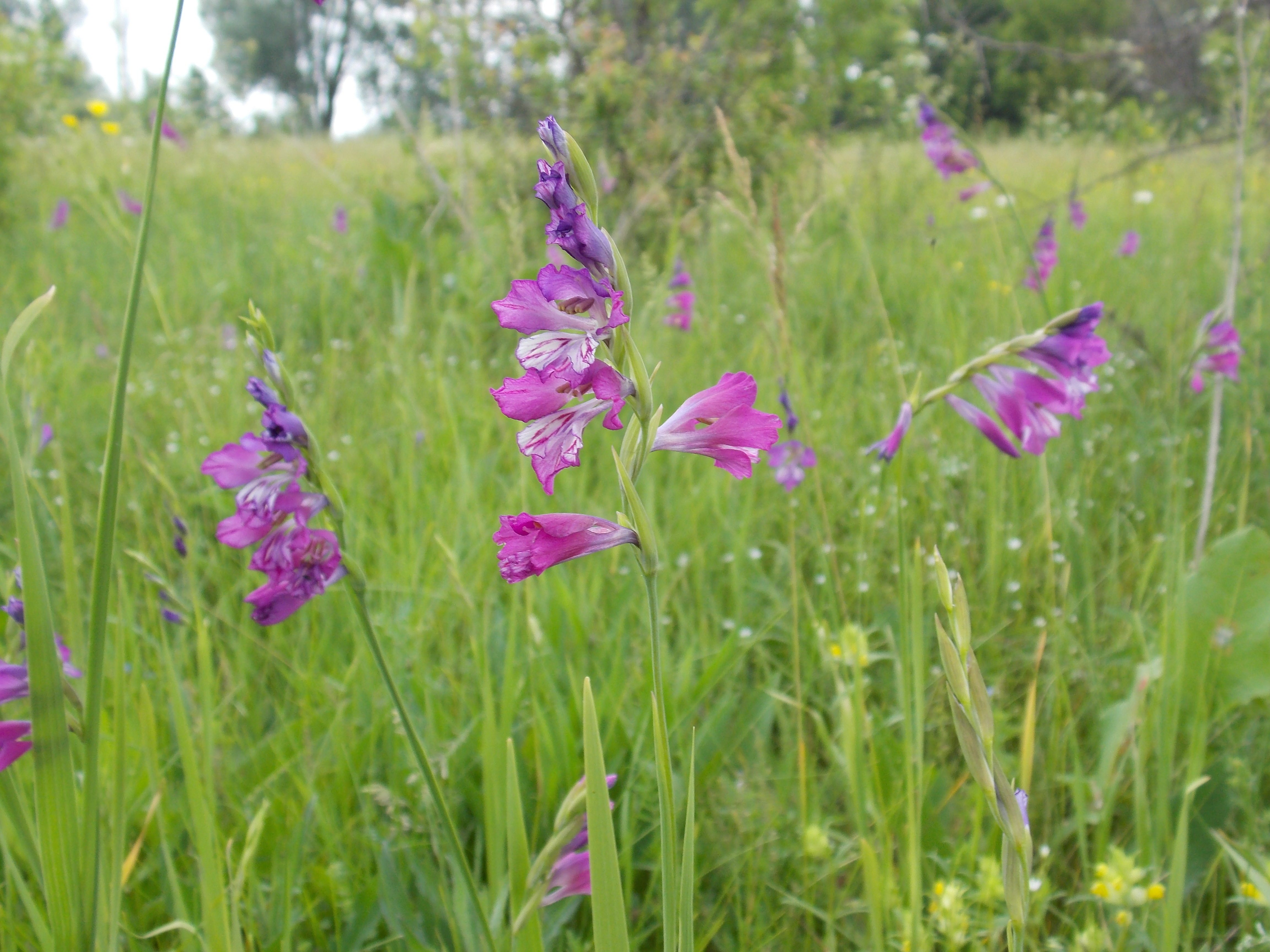
Косарики тонкі — рідкісний вид рослин, що занесені до Червоної книги України. Оберігається в заказнику «Садочки»

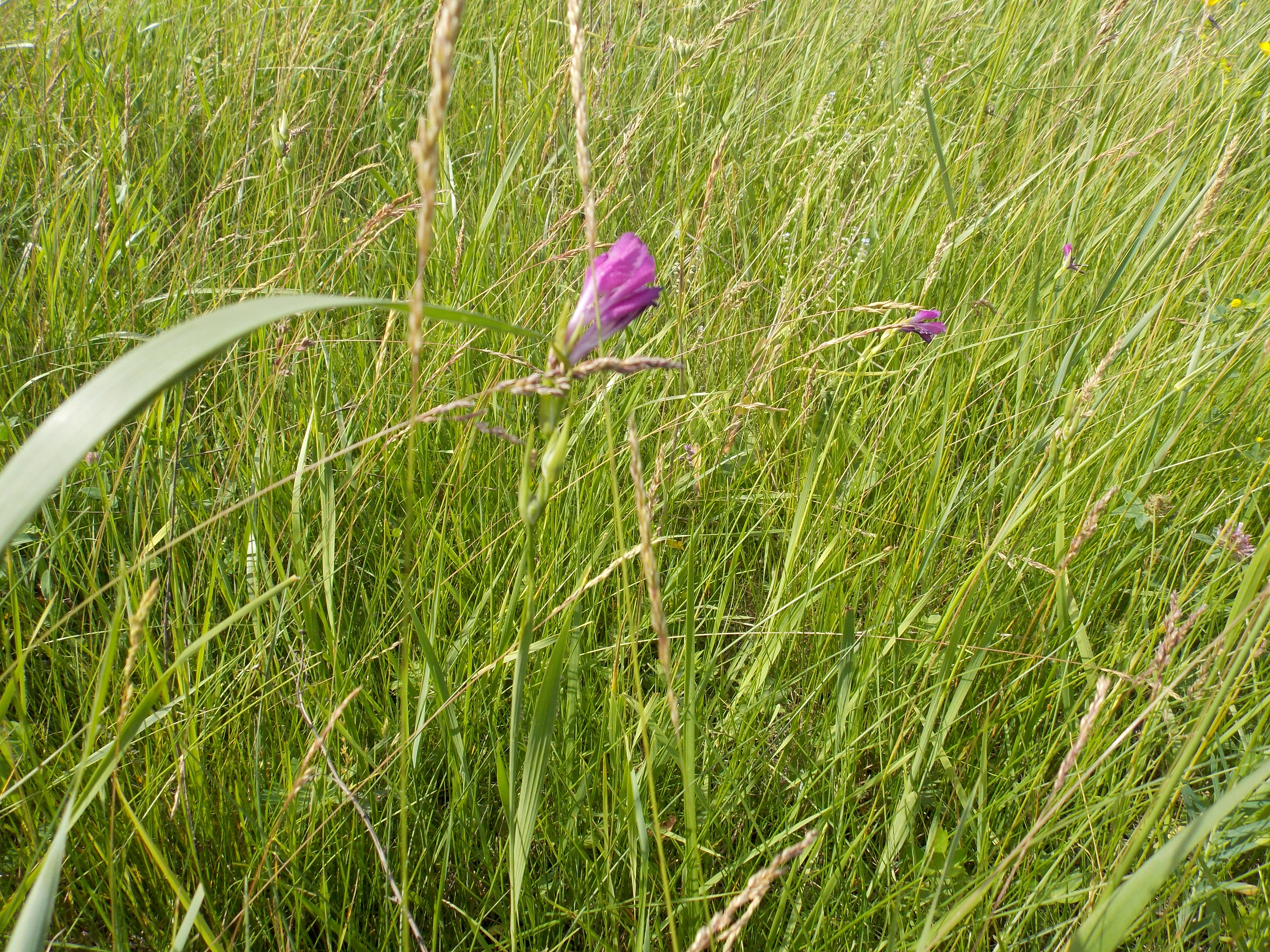
Косарики тонкі

Тут також зростають костриця лучна, костриця несправжньоовеча, тимофіївка лучна, келерія Делявіня, осоки сусідня, колхідська та світла, люцерна румунська та хмелевидна, лядвенець український, конюшина лучна, горошок мишачий, чина бульбиста, вовчуг польовий, конюшина повзуча, буркун білий, жовтець їдкий, китятки подільські, та звичайні, зірочник злаковидний, дзвінець малий, подорожник середній, деревій майжезвичайний, ситник Жерара, осока розсунута, тризубець болотний та зозулинець болотний.